# Прочанок Леандр
Прочанок Леандр (Coenonympha leander) — вид лускокрилих комах з родини сонцевиків (Nymphalidae).

## Поширення
Вид поширений у на півночі Греції, в Угорщині, на балканах, в Болгарії, Туреччині, Ірані, на Кавказі, на півдні Росії до Південного Уралу. В Україні трапляється в південних областях у степовій зоні.

## Опис
Довжина переднього крила 15-19 мм, розмах крил 32-40 мм. Передні крила у самців зверху, як правило, темно-коричневі, у самиць — вохристі з темною облямівкою. Задні крила сіруваті, без білих плям; між рядом з 6 вічок і зовнішнім краєм широка вохристо-помаранчева смуга.

## Спосіб життя
Метелики літають з травня по серпень. Їх можна спостерігати на різних луках, степових ділянках. Самиці відкладають яйця поштучно на злаки. Інкубація триває 10 днів. Зимує гусениця.